# DDR-Meisterschaften im Feldfaustball 1960
Die DDR-Meisterschaften im Feldfaustball 1960 waren die elfte Austragung der DDR-Meisterschaften der Männer und Frauen im Feldfaustball der DDR im Jahre 1960.
Die Saison war geprägt von einer umfassenden Umstrukturierung der Ligen. Aus den zwei Staffeln, früher Gruppen, mit jeweils sieben Mannschaften bei den Männern und sechs Mannschaften bei den Frauen wurde jeweils eine eingleisige Liga mit zwölf (Frauen) bzw. 14 Mannschaften (Männer) gebildet. Der letzte Spieltag wurde damit zum Meisterschaftsfinale. Damit kehrte man zu dem Modus zurück, der bis 1955 bereits bestand.
Bei den Frauen gab es einen Direktabsteiger und zwei weitere Mannschaften mussten in die Relegation. Bei den Männern stiegen gleich zwei Mannschaften direkt ab und zwei weitere mussten in der Relegation antreten. Dies diente dazu, die Anzahl der durch die Staffelzusammenlegung eingleisigen Oberliga zu reduzieren.

## Frauen
Die Frauenliga wurde ab diesem Jahr wieder in einer eingleisigen Liga ausgetragen. Teilnehmer waren alle qualifizierten Mannschaften des Vorjahres.
Abschlussstand
| Platz | Mannschaft                | Punkte |
| 1.    | Empor Barby (M)           | 44:0   |
| 2.    | Lokomotive Köthen         | 37:7   |
| 3.    | Einheit Rostock           | 34:10  |
| 4.    | Lokomotive Schwerin       | 29:15  |
| 5.    | Motor Rathenow            | 29:15  |
| 6.    | Rotation Dresden Mitte    | 23:21  |
| 7.    | Medizin Weimar (N)        | 18:26  |
| 8.    | Fortschritt Groitzsch (N) | 15:39  |
| 9.    | Motor Görlitz Mitte       | 12:32  |
| 10.   | Motor Suhl                | 10:34  |
| 11.   | Lokomotive Görlitz        | 9:35   |
| 12.   | Motor Ost Dresden         | 4:40   |

Ab- und Aufstieg Der Letzte der Oberliga stieg direkt in die Liga ab. An den Aufstiegsspielen zur Oberliga am 20. und 21. August 2019 auf der Südkampfbahn in Leipzig nahmen vier Ligavertreter und die Oberligisten auf den Plätzen zehn und elf teil, um sich für die Oberliga 1961 zu qualifizieren. Es qualifizierten sich die ersten beiden direkt. Die Oberligisten konnten sich in dieser Relegation nicht durchsetzen. Zusätzlich stieg der Drittplatzierte der Aufstiegsrunde als Nachrücker für die zur nächsten Saison ausgeschiedene Mannschaft von Empor Barby auf.

Motor Mitte Görlitz nahm aus unbekannten Gründen nicht mehr an der folgenden Oberliga teil.
Abschlusstabelle der Aufstiegsspiele:
| Platz | Mannschaft            | Staffel | Punkte |
| 1.    | SG Leipzig-Eutritzsch | [ 3 ]   | 10:0   |
| 2.    | ISG Hirschfelde       | [ 3 ]   | 6:4    |
| 3.    | Chemie Jena           |         | 5:5    |
| 4.    | Motor Suhl            | OL      | 4:6    |
| 5.    | Lok Görlitz           | OL      | 4:6    |
| 6.    | Motor Jena            |         | 1:9    |

## Männer
Die Oberliga der Männer wurde ab diesem Jahr wieder in einer Liga ausgetragen. Teilnehmer waren alle qualifizierten Mannschaften des Vorjahres.
Abschlussstand
| Platz | Mannschaft               | Punkte | Bälle    |
| 1.    | ISG Hirschfelde (M)      | 50:2   | 1078:672 |
| 2.    | Empor Rudolstadt         | 38:14  | 887:730  |
| 3.    | Motor Erfurt West I      | 38:14  | 881:768  |
| 4.    | Fortschritt Zittau       | 36:16  | 884:754  |
| 5.    | Fortschritt Glauchau     | 30:22  | 856:798  |
| 6.    | Lokomotive Wittstock (N) | 30:22  | 854:875  |
| 7.    | Chemie Zeitz             | 28:24  | 847:867  |
| 8.    | Empor Barby              | 23:29  | 813:824  |
| 9.    | Wissenschaft Halle       | 19:33  | 733:777  |
| 10.   | Fortschritt Walddorf     | 19:33  | 745:889  |
| 11.   | Lokomotive Schwerin      | 18:34  | 790:904  |
| 12.   | Aktivist Freienhufen     | 17:35  | 761:907  |
| 13.   | Lokomotive Dresden       | 11:41  | 824:950  |
| 14.   | Motor West Erfurt II (N) | 7:45   | 654:890  |

Ab- und Aufstieg: Die beiden letzten Mannschaften stiegen direkt ab. Die Mannschaften auf den Plätzen elf und zwölf nahmen mit den Siegern der fünf Ligastaffeln an den Spielen zur Qualifikation für die Oberliga 1961 teil.
Abschlusstabelle der Aufstiegsspiele:
| Platz | Mannschaft             | Staffel | Punkte |
| 1.    | Chemie Jena            | West    | 11:1   |
| 2.    | SG Leipzig-Eutritzsch  | Süd     | 10:2   |
| 3.    | Lokomotive Schwerin I  | OL      | 9:3    |
| 4.    | Lokomotive Schwerin II | Nord    | 6:6    |
| 5.    | Aktivist Freienhufen   | OL      | 4:8    |
| 6.    | Einheit Zerbst         | Mitte   | 2:10   |
| 5.    | Einheit Jüterbog       | Ost     | 0:12   |

## Weblink
- Faustball-DDR-Meisterschaften auf sport-komplett.de